# Prasocuris phellandrii
Prasocuris phellandrii är en skalbaggsart som först beskrevs av Carl von Linné 1758.  Prasocuris phellandrii ingår i släktet Prasocuris och familjen bladbaggar. Arten är reproducerande i Sverige. Inga underarter finns listade i Catalogue of Life.

## Bildgalleri

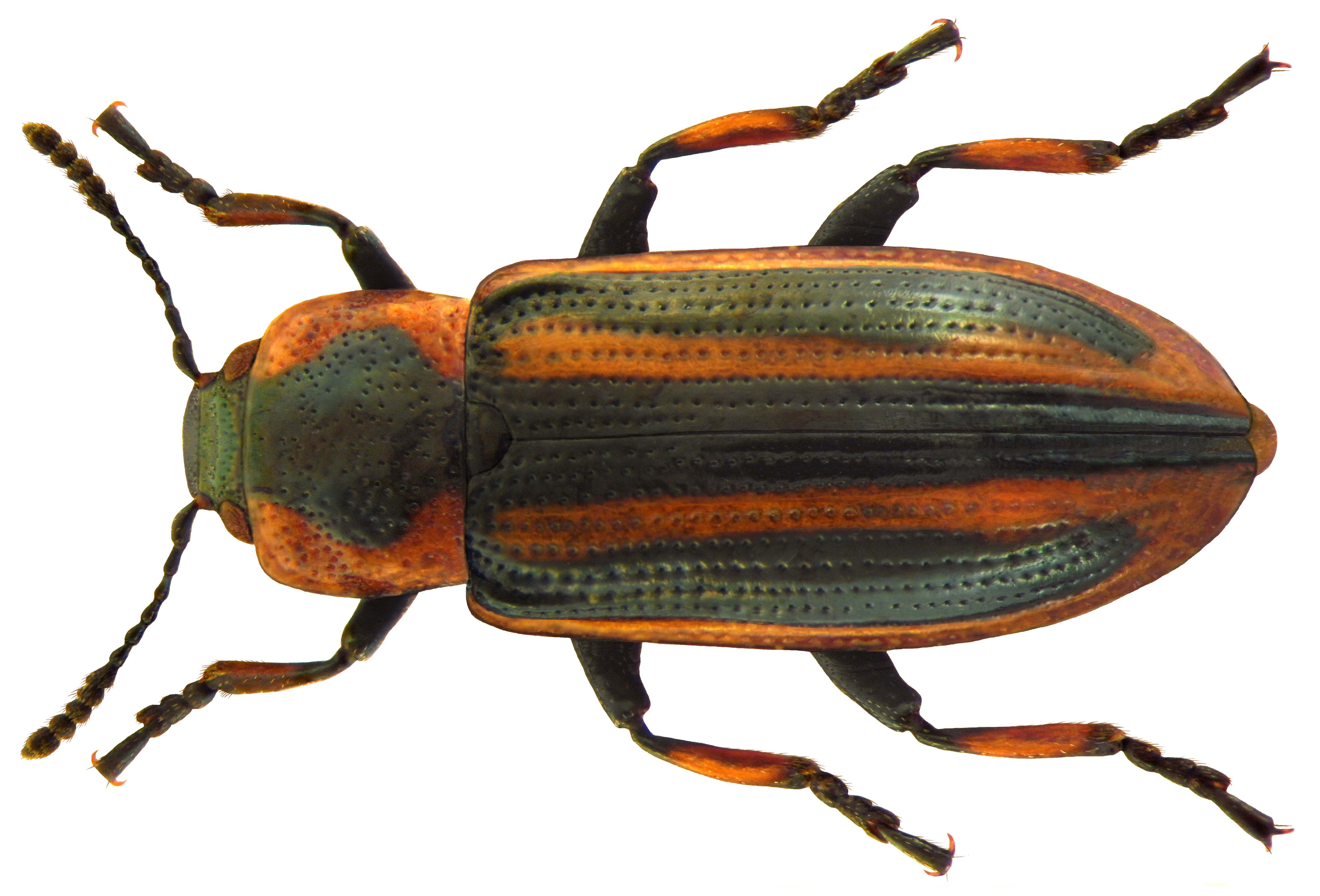